# Castillo de Lockenhaus
El castillo de Lockenhaus es una fortaleza situada en Burgenland, Austria. Construido alrededor de 1200 en los estilos románico y gótico.
Las instalaciones del castillo están disponibles para eventos culturales, conferencias, seminarios y reuniones. El Festaal se utiliza para conciertos; es la pieza central del Kammermustikfest, un festival de música de cámara iniciado en 1982 por el pastor Herowitsch de Lockenhaus y el violinista Gidon Kremer de Riga. El Lockenhaus Chamber Music Festival es un evento anual.